# Озеринівка
Озери́нівка — село в Україні, у Братській селищній громаді Вознесенського району Миколаївської області. Населення становить 139 осіб.

## Населення
Згідно з переписом УРСР 1989 року чисельність наявного населення села становила 160 осіб, з яких 73 чоловіки та 87 жінок.
За переписом населення України 2001 року в селі мешкало 139 осіб.

### Мова
Розподіл населення за рідною мовою за даними перепису 2001 року:
| Мова       | Чисельність | Відсоток |
| ---------- | ----------- | -------- |
| українська | 129         | 92,81%   |
| румунська  | 7           | 5,04%    |
| російська  | 3           | 2,15%    |
| Усього     | 139         | 100%     |